# Malambo (danza)

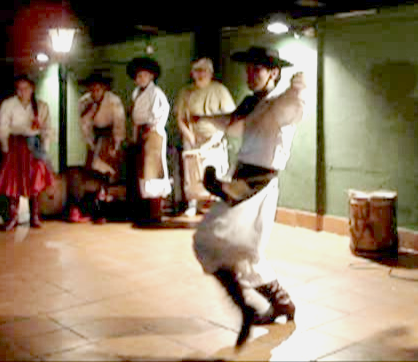
Solista de malambo.

El malambo es una danza folclórica de Argentina que se atribuye a los pueblos originarios de la región pampeana.
Es común que la baile el hombre solo.

## Coreografía
Una serie de estos movimientos combinados recibe el nombre de «mudanza» o «zapateo», y la conjunción de estos constituye al malambo en sí.
No hay reglas para realizar un zapateo. Cada una de las combinaciones de los movimientos básicos es única y depende de la originalidad del gaucho que lo ejecute. Puede variar el orden, la posición, la coordinación con la música y la postura del cuerpo, ya que si bien es una danza constituida casi exclusivamente por los movimientos de los pies y las piernas, la postura del cuerpo es muy importante, tanto a efectos de equilibrio como de imagen.
Los zapateos se separan unas de otros mediante un golpe de pies llamado «repique» que contiene un sonido rápido y particular que indica el término de un zapateo y el comienzo de otro.
Cada zapateo se realiza con «ida» y «vuelta», lo que quiere decir que cuando termina un zapateo debe repetirse nuevamente pero con la particularidad de que esta vez cada golpe será realizado con un pie distinto a la primera vez. También se dice realizar el zapateo con el pie izquierdo y luego con el pie derecho.
En la llanura pampeana de Argentina solían atarse un gran cuchillo (facón) en cada pierna y en tanto hacían los movimientos, producían acompasados golpes por entre choques de los cuchillos. También bailaban en un cuadro o entre cuatro velas encendidas, las cuales iluminaban los movimientos y creaban el compromiso de no apagarlas o derribarlas.
Otra variante para los gauchos más valientes era clavar sus facones en el suelo con media hoja afuera y zapatear a su alrededor, lo cual significaba un gran peligro: muchos terminaban con grandes heridas en los pies, ya que en esa época el calzado era la bota de potro, una especie de funda de tiento (cuero duro y delgado) que envolvía el pie, y dejaba los dedos al aire. El mérito del danzante era mayor si afrontaba el cotejo sin quitarse las espuelas.

## Tipos
Si bien el malambo en la Argentina nació en la llanura pampeana, se extendió rápidamente a todo el territorio, que en ese entonces incluía a la Banda Oriental (actual Uruguay y tercio oeste de Río Grande del Sur), donde los gauchos de la campaña lo adoptaron.
Debido a la diversidad geográfica, poblacional, cultural y social de Argentina, el malambo sufrió modificaciones adaptándose a la zona donde llegaba. De esta manera, nacieron dos grandes tipos de malambo: el norteño y el sureño. Tal como sus nombres lo indican cada uno se corresponde con la zona norte y sur del país respectivamente.
La nota característica de cada uno de estos malambos está constituida por la música, por la vestimenta y por la apariencia de las mudanzas:
- De acuerdo con la música: el malambo norteño posee una música más rápida y un rasguido diferente de guitarra, a diferencia del malambo sureño que tiene una música algo más lenta.

- De acuerdo con la vestimenta: en la zona sur -llanura- se utilizaban botas de potro, hechas con el cuero de la pierna anterior de un caballo o burro, sin suelas; se utilizaba un chiripá (tela rectangular metida entre las piernas y sujetada a la cintura por un cinto o rastra); un calzoncillo cribado (pantalón largo de corte recto con terminaciones en bordados) y un chaleco, con o sin chaqueta o saco. En la zona norte debido a las características pedrosas del terreno, las botas de potro fueron sustituidas por botas de cuero vacuno con suelas en la planta de los pies; debido al monte que abunda, el chiripá y el calzoncillo cribado fueron desechados porque se enganchaban con facilidad en las ramas, sustituyéndolos por bombachas (pantalones anchos y largos que se prenden con botones en los tobillos por debajo de las botas, dejándose caer sobre las mismas) y se utilizaban chaquetas y ponchos.

- De acuerdo con las mudanzas: como consecuencia de la vestimenta, las mudanzas sureñas difieren de las norteñas en un punto: la manera de pegar en el suelo, la fuerza y la forma en que se efectúa un golpe básico. Las mudanzas norteñas a simple vista tiene mucha más «fuerza» que las sureñas debido al calzado -en el sur las botas de potro no poseían suela y eran muy finas-, por lo que el pie es asentado con más fuerza y con más brutalidad y frenetismo. Abunda en estas mudanzas los movimientos del pie. En las mudanzas sureñas en cambio, debido a la desnudez de los pies, los golpes no suelen ser tan brutales, en apariencia; abundan en cambio los movimientos de piernas. Los repiques son diferentes.

- Debido a estas diferencias, la técnica a aplicar será diferente según se trate de uno u otro estilo. En el malambo norteño se trabaja más la resistencia de los pies y rodillas, los cuales se encuentran bajo una presión muy grande debido a los golpes y movimientos. En el malambo sureño la resistencia debe encontrarse en los muslos y pantorrillas, ya que las mudanzas requieren una constante contracción del músculo; se asemejan al movimiento de un robot, pero de manera frenética.

## Clasificación
Aunque el malambo nació como una competencia entre dos personas, puede ejecutarse de las siguientes formas:
- Solista de malambo: una sola persona ejecuta un solo malambo entero, estimado en un tiempo de dos a tres minutos. Al finalizar, otra persona ejecuta el suyo.

- Conjunto de malambo: un grupo de personas realiza un solo malambo completo. La cantidad de participantes puede variar desde tres personas en adelante. El tiempo suele prolongarse entre tres y cuatro minutos. El malambo se realiza en grupo, es decir, las mudanzas son realizadas al mismo tiempo y de igual forma por todo el grupo. Al finalizar el malambo, otro grupo realiza el suyo.

- Conjunto combinado de malambo: es similar al conjunto de malambo, con la diferencia de que las mudanzas no se ejecutan de igual manera por todos los integrantes del grupo, sino que se deja libertad a la inventiva del grupo para poder crear figuras y posiciones. Este tipo de malambo es de reciente desarrollo.

- Contrapunto de malambo: es la forma bajo la cual nació el malambo. Consiste en que una persona realice una sola mudanza, con ida y vuelta, y cuando termina espera que su contrincante realice otra mudanza. Gana el gaucho que zapateó mejor. Para ello se tiene en cuenta la calidad de la mudanza, la correcta ejecución de los movimientos, la postura y la fuerza.

- Contrapunto de cuarteto: es una combinación entre el contrapunto de malambo y el conjunto combinado de malambo. Se enfrentan dos grupos de cuatro personas cada uno, de allí su nombre «contrapunto de cuarteto», y cada grupo ejecuta una mudanza por vez hasta que gana el mejor. Este tipo de malambo es de reciente aparición.

De todos estos tipos, los que gozan de mayor popularidad son los dos últimos, ya que el nivel competitivo es llevado al máximo. Por ejemplo, si la competencia es dura y hay un empate se procede a ejecutar un «contrapunto con botella» en el cual cada persona (o grupo) zapatea alrededor de una botella vacía, con ligero peso en su fondo, hasta que alguno la hace caer. Gana aquel que mantuvo la botella en su sitio o quien se lució más al hacer las mudanzas a su alrededor. Este tipo de desempate es también de reciente nacimiento.

## Música
La primera versión musical del malambo fue publicada por Ventura Lynch en 1883.
Lo esencial de la música del malambo es un esquema rítmico de seis unidades por compás.
En un principio el instrumento típicamente utilizado para el malambo fue -y sigue siendo- la guitarra. Al expandirse por la Argentina y el Uruguay el malambo incorporó otros instrumentos según la región. En el norte argentino se incorporó el bombo, instrumento de percusión; en la zona del Litoral es muy popular el «fuelle» (bandoneón o acordeón); en la zona chaqueña y Cuyo el violín es muy estimado. Actualmente las diferencias de regiones casi no son tenidas en cuenta, generalizándose el uso de instrumentos en todo el país, incluyéndose otros como la quena y la flauta.
Con respecto a la guitarra, el rasgueo criollo puede utilizar el punto clásico por instantes pero generalmente obtiene el sonido por su especial manera de punteo, el que se alterna con rasgueos según el gusto del músico.
Una manera clásica de tocar es colocando sobre las cuerdas la mano cerrada, el puño se aplica a la cuerda no a la yema sino al revés la uña la primera falange, y la aplicación varía desde el deslizamiento pleno, de frente hasta el de perfil.
Sin embargo esta forma no es la única: se utiliza música de zambas, chacareras, gatos, para otorgar mayor diversidad a la monótona música del malambo.

## Actualidad
El malambo ha sobrevivido hasta nuestros tiempos y no tiene intención de desaparecer. Se practica en infinidad de competencias de danzas folclóricas argentinas , en festivales y otros eventos. Dado que en sus movimientos tiende a ser un arte marcial que puede evolucionar como tal, lo mismo que ha evolucionado la capoeira.
Gracias a las competencias, el malambo se ha profesionalizado, desarrollándose verdaderas técnicas de entrenamiento y ejecución de mudanzas. Los malambistas profesionales entrenan su cuerpo como cualquier otro atleta, ya que ciertos movimientos no pueden ser realizados sin experiencia previa, atento a los peligros de desgarres, problemas de tendones, meniscos, fatiga muscular, etc.
La competencia más representativa y tradicional se realiza anualmente en el «Festival Nacional del Malambo», en Laborde, provincia de Córdoba. El malambo, además, cruzó las fronteras y aún se practica en algunas zonas en el Uruguay.
El malambo esencialmente, en que un ejecutante solo, hace con los pies en la mínima superficie, una serie de pequeños ciclos de movimientos llamados mudanzas;es decir, trata, pues, de una danza individual, la principal y más difundida de la Argentina en su género.

### Para ver y oír
- "Malambo", XI Certamen Interamericano de Escuelas Municipales de Danza e Institutos oficiales y privados. Domo del Centenario, Resistencia, Chaco. YouTube.

- Datos: Q10869884
- Multimedia: Malambo (dance) / Q10869884